# Orlando von Einsiedel

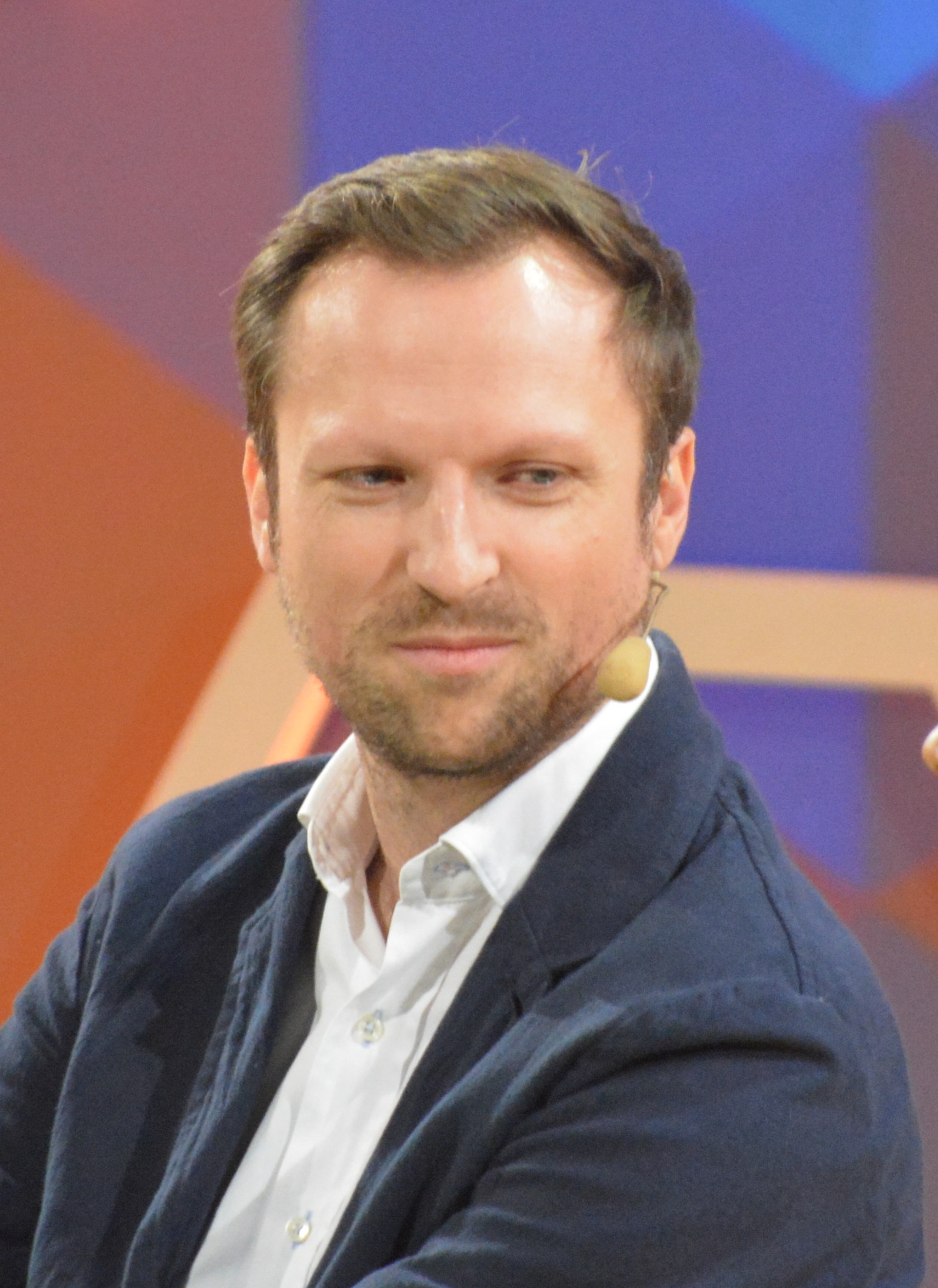
Orlando von Einsiedel in Göteborg im Dezember 2017.

Orlando Ernie Benedict von Einsiedel (* 19. August 1980 in London) ist ein britischer Dokumentarfilmer. Er wurde bekannt durch die Skateboard-Kurz-Dokumentation Skateistan: To Live and Skate in Kabul über das Projekt Skateistan mit Jugendlichen in Kabul, Afghanistan.

## Leben

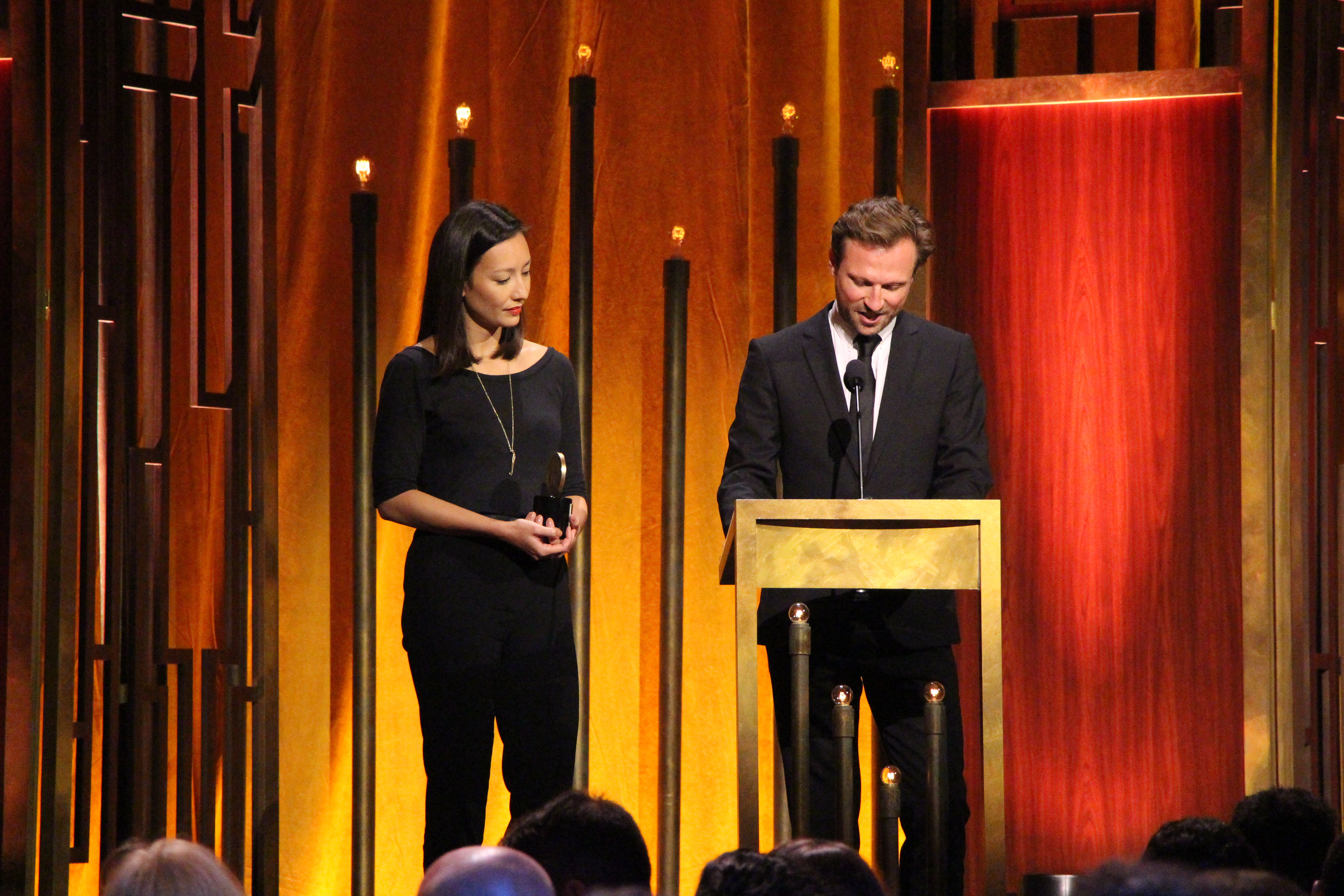
Produzentin Joanna Natasegara und Orlando von Einsiedel bedanken sich für den Peabody Award für Virunga (2015)

Orlando von Einsiedel gehört als Sohn von Andreas Jean-Paul Graf von Einsiedel und Harriet Angela Victoria Duckworth dem alten meißnischen Adelsgeschlecht Einsiedel an; über seine Mutter entstammt er auch dem britischen Adel. Er wuchs in London auf und besuchte die London School of Economics and Political Science, wo er soziale Anthropologie studierte und mit einem Master in Entwicklungsforschung abschloss. Er startete zunächst eine Karriere als Snowboarder und finanzierte sich so seine Filmkarriere. Er drehte zunächst einige Snowboardfilme, bevor er sich an Kurzdokumentarfilmen versuchte. Eines seiner bekanntesten Frühwerke ist der Film Skateistan: To Live and Skate in Kabul, der die gleichnamige NRO thematisiert, die Jugendlichen in Kabul das Skateboarden beibringt und so kulturelle Differenzen beizulegen versucht.
2014 erschien sein erster Langfilm Virunga, u. a. produziert von Leonardo DiCaprio, der den Kampf der Park-Ranger des Nationalpark Virunga um den Erhalt der vom Aussterben bedrohten Berggorillas gegen verschiedene Rebellengruppen, die sich im Park angesiedelt haben, sowie einen Ölkonzern, beschreibt. Der Film war bei der Oscarverleihung 2015 in der Kategorie „Bester Dokumentarfilm“ nominiert. 2017 folgte für den Dokumentar-Kurzfilm The White Helmets der Oscar in der Kategorie „Bester Dokumentar-Kurzfilm“.
Orlando von Einsiedel ist Mitgründer der Filmproduktionsfirma Grain Media.

## Filmografie (Auswahl)
- 2010: Skateistan: To Live and Skate Kabul
- 2011: The Forced Marriage Unit
- 2011: Radio Amina
- 2011: My Name Is Feker
- 2011: Little Voice, Big Mountain
- 2012: Aisha’s Song
- 2013: We Ride: The Story of Snowboarding
- 2014: Virunga
- 2016: Die Weißhelme (The White Helmets)
- 2018: Trauerwanderung für Evelyn